# Zbór Kościoła Adwentystów Dnia Siódmego we Wrocławiu
Zbór Kościoła Adwentystów Dnia Siódmego we Wrocławiu – zbór adwentystyczny we Wrocławiu, należący do okręgu dolnośląskiego diecezji zachodniej Kościoła Adwentystów Dnia Siódmego w RP.
Wrocławski zbór adwentystyczny został założony w 1901 r.
Początkowo adwentyści spotykali się w sali wynajętej w Rynku. Później na nabożeństwa wynajęto pomieszczenie przy ulicy Oławskiej 6. W 1964 roku pastor Tadeusz Przychodzki na potrzeby zboru pozyskał wykorzystywany do dziś budynek przy ul. Dąbrowskiego 14, dawną salę spotkań Gminy Wolnoreligijnej.
Do zboru należy około 120 osób. Pastorem zboru jest Piotr Hoffmann, natomiast starszym – Krzysztof Krasucki. Nabożeństwa odbywają się każdej soboty w godz. 9:30-12:00.

## Kościół
Obecny kościół Adwentystów Dnia Siódmego przy ul. Dąbrowskiego powstał w latach 1861–1862. W latach 1862–1936 była to sala Gminy Wolnoreligijnej (niem. Freireligiöse Gemeinde), następnie w latach 1936–1945 była to kaplica wrocławskiego zboru baptystów, a w latach 1947–1964 cerkiew parafii prawosławnej. Od roku 1964 budynek należy do zboru Kościoła Adwentystów Dnia Siódmego we Wrocławiu.
W latach 1966, 1970 i 1971 kościół był miejscem konwencji epifanicznych urządzanych przez zbór Świeckiego Ruchu Misyjnego „Epifania” we Wrocławiu.
Budynek jest wpisany do rejestru zabytków nieruchomych województwa dolnośląskiego (A/1096 z 16.12.2008).